# Гатван
Гатван (угор. Hatvan) — місто у медьє Гевеш в Угорщині. Центр Гатванського яраша.

## Етимологія
Hatvan угорською означає «шістдесят». Згідно з легендою, місто отримало таку назву, оскільки розташоване на відстані 60 км від Будапешта, столиці Угорщини, проте назва міста згадується вже у середньовічних джерелах, задовго до того, як відстань почали вимірювати в кілометрах; окрім того, відстань від Гатвана до Будапешта насправді становить близько 50 км.

## Історія
Перша згадка про місто датується 1235 роком. У XV столітті місто отримало статус торгового.
1544 року Гатван був захоплений турецьким султаном Сулейманом I. 1596 року війська ерцгерцога Максиміліана III захопили Гатван, проте вже за місяць його повернули під свій контроль османи на чолі із султаном Мехмедом III. Після цього турецьке військо обложило Егер. 1686 року місто остаточно перейшло під владу Габсбургів.
1746 року Гатван став володінням графа Антона Грассалковича, який побудував у ньому замок і привіз німецьких поселенців із архієпископств Кельна та Тріра. Згодом у місті з'явилася суконна фабрика. Після проведення через Гатван залізниці в місті поселилися італійські, німецькі та чеські робітники, а також єврейські та грецькі торговці. Промисловість міста почала розвиватися з побудови цукрового заводу у 1889 році.
У 1930-х роках поблизу міста виявили залишки невідомої до того археологічної культури бронзової доби. Її назвали на честь міста гатванською.

## Населення
| Рік  | Кількість населення |
| ---- | ------------------- |
| 2013 | 20 525              |
| 2014 | 20 381              |
| 2021 | 20 079              |

## Спорт
Місто має власний футбольний клуб — «Гатван».

## Міста-побратими
Гатван має 9 міст-побратимів:
- Барберіно-Таварнелле, Італія;
- Берегове, Україна;
- Ігналіна, Литва;
- Коккола, Фінляндія;
- Масслейс, Нідерланди;
- Нижній Грушов, Словаччина;
- Прахатіце, Чехія;
- Естфолл, Норвегія;
- Тиргу-Секуєск, Румунія.